# Marks voetbalkampioenschap 1909/10
In 1909/10 werd het vijfde Marks voetbalkampioenschap gespeeld, dat georganiseerd werd door de West-Duitse voetbalbond. 
BV Gelsenkirchen werd kampioen en plaatste zich voor de West-Duitse eindronde. De club verloor meteen van BV Solingen 98.

## 1. Klasse
| Plaats | Club                  | Wed. | W | G | V | Saldo | Ptn.  |
| ------ | --------------------- | ---- | - | - | - | ----- | ----- |
| 1.     | BV 04 Gelsenkirchen   | 12   |   |   |   | 26:16 | 18:6  |
| 2.     | Dortmunder FC 1895    | 12   |   |   |   | 39:23 | 17:7  |
| 3.     | BV 04 Dortmund        | 12   |   |   |   | 16:11 | 14:10 |
| 4.     | SuS Schalke 1896      | 12   |   |   |   | 15:19 | 10:14 |
| 5.     | FC Hagen 1905         | 12   |   |   |   | 19:27 | 8:16  |
| 6.     | Hammer FC 1903        | 12   |   |   |   | 15:25 | 8:16  |
| 7.     | FC Preußen 06 Münster | 12   |   |   |   | 14:23 | 7:17  |

|  | Kampioen |